# Chiesa di San Giovanni Battista (Bonorva)
La chiesa di San Giovanni Battista è un edificio religioso situato a Bonorva, centro abitato della Sardegna nord-occidentale. Consacrata al culto cattolico, fa parte della parrocchia della Natività di Maria, arcidiocesi di Sassari.

## Storia e descrizione
Sorta su un preesistente impianto medievale viene consacrata nel 1174; la chiesa attuale è il risultato di un importante intervento effettuato durante il Settecento. Conserva al proprio interno un pregevole altare ligneo ed un dipinto rappresentante i Santi Carlo Borromeo, Antonio Abate e Gavino di Torres attribuito a Baccio Gorini, ma probabilmente di un altro autore stilisticamente più debole.
La chiesa è sede della Confraternita di Santa Croce.

## Galleria d'immagini

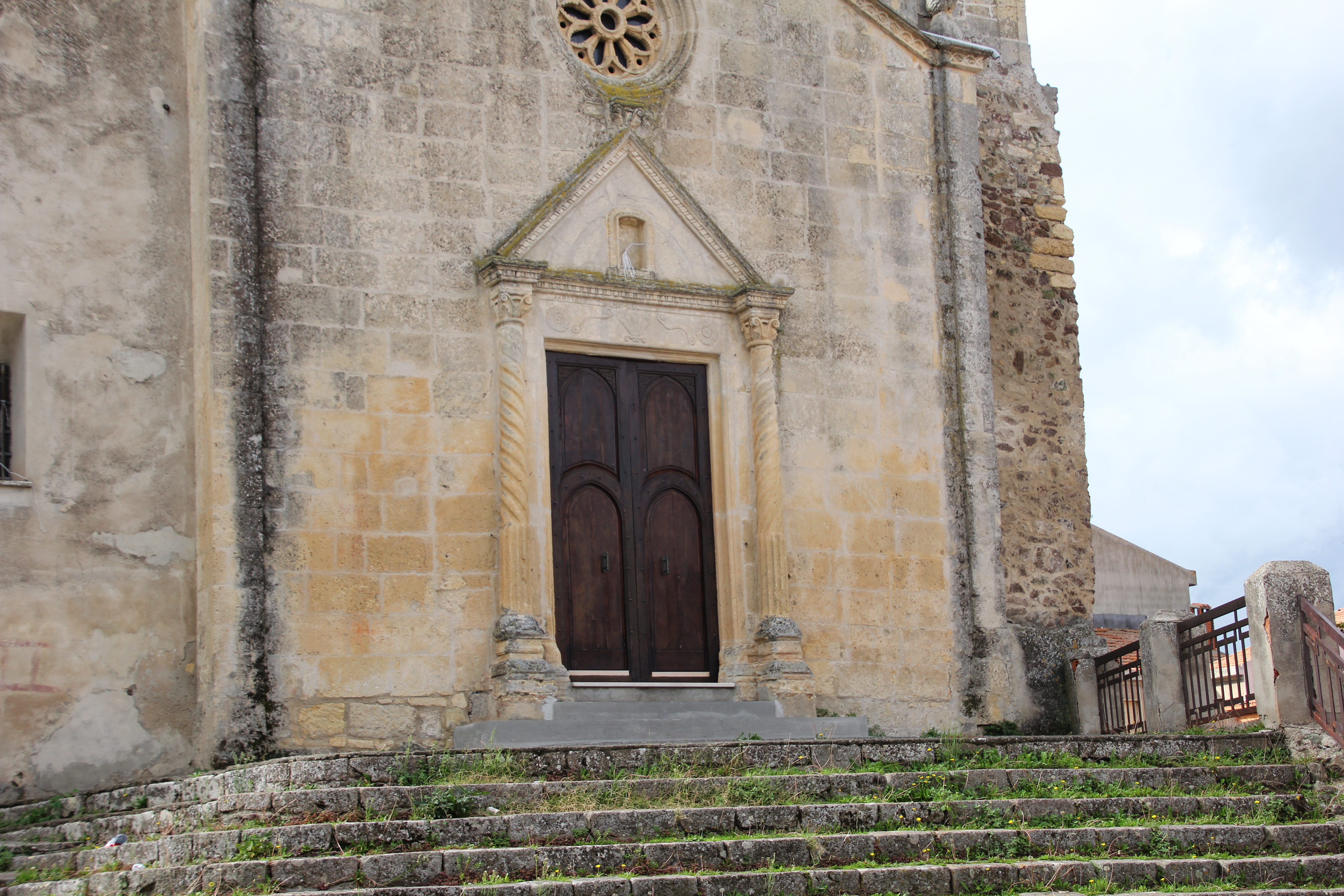
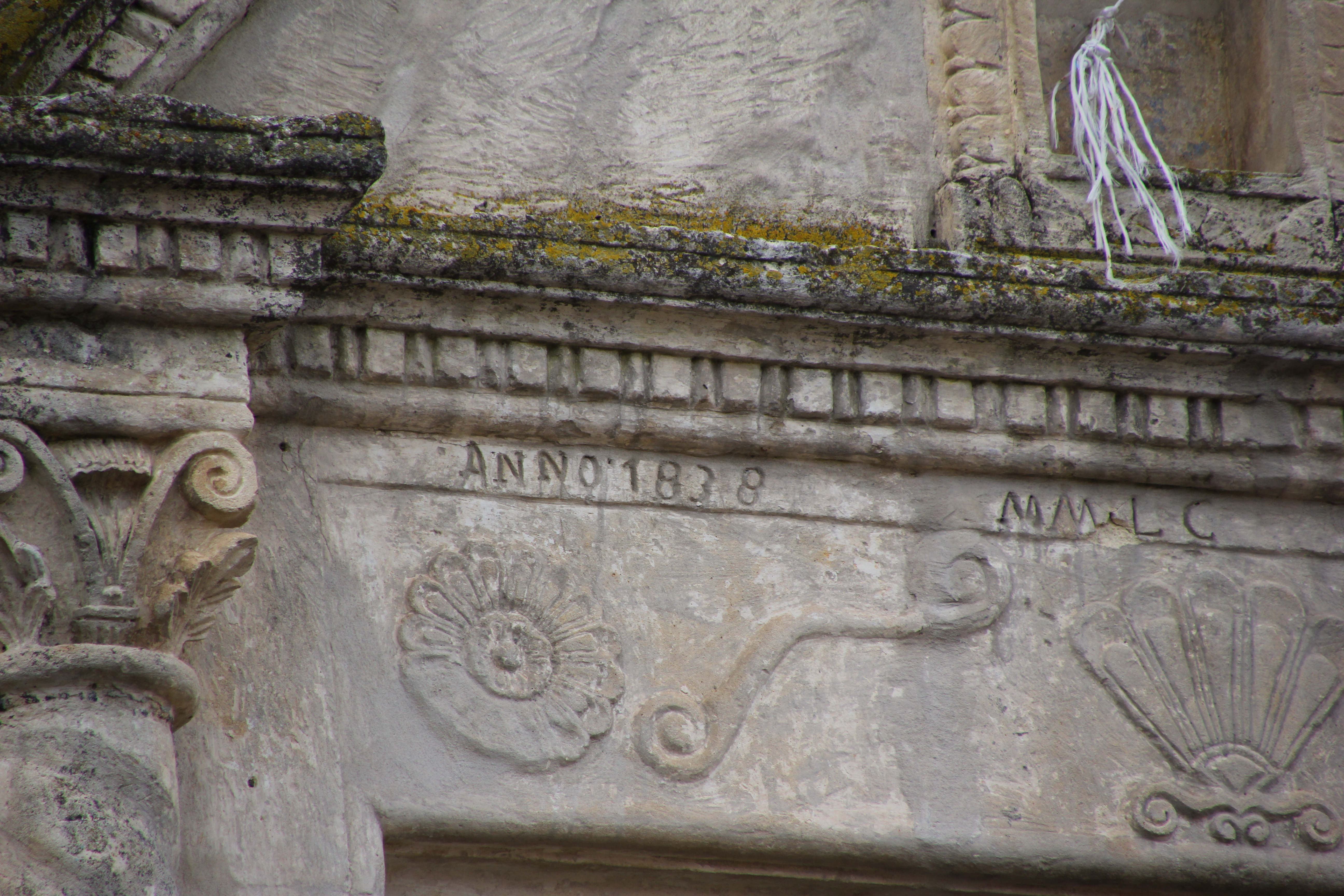
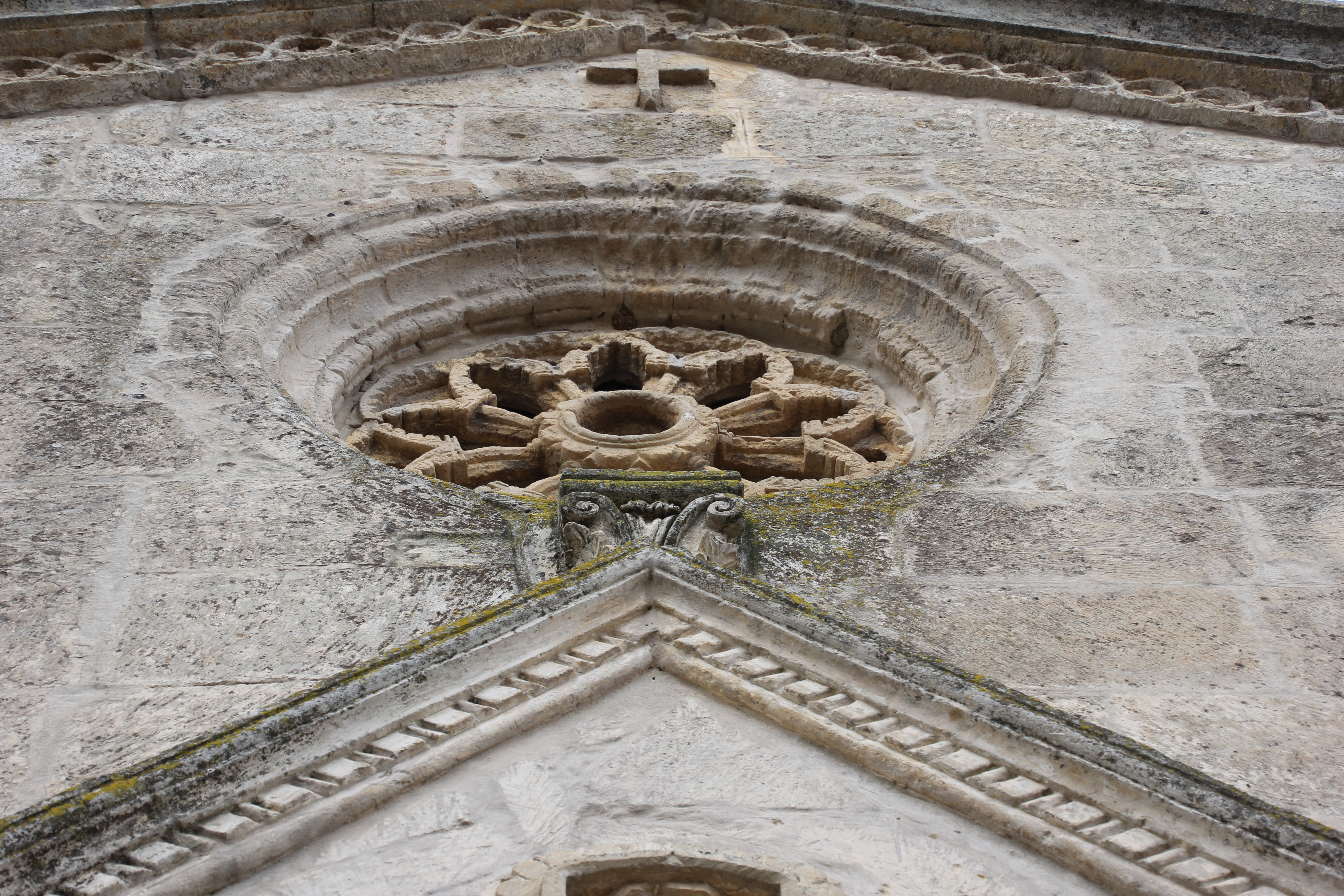